# Willy Schwedler
Willy Schwedler (4 agosto 1894 – 26 marzo 1945) è stato un calciatore tedesco, di ruolo portiere.

## Carriera
Ha giocato il suo unico incontro con la Nazionale tedesca contro la Finlandia.